# Willem Hendrik van Norden

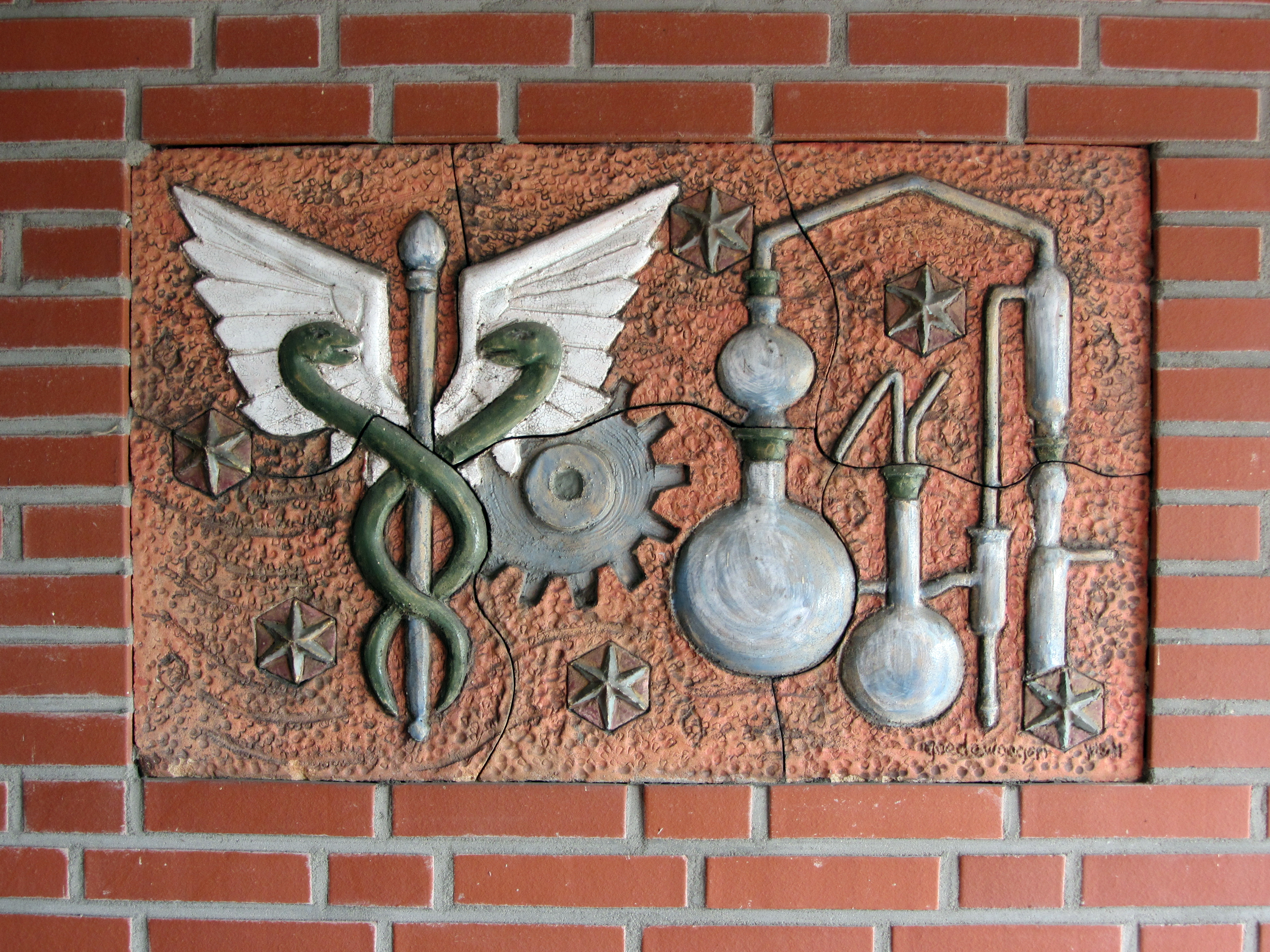
Gevelsteen uit 1956 van voormalige zeepfabriek, Gouda

Wilhelm Hendrik (Willem) van Norden (Amsterdam, 13 juli 1883 -  Laren, 26 september 1978) was een Nederlandse beeldend kunstenaar en ontwerper. 

## Biografie
Van Norden werd in 1883 geboren als zoon van een Amsterdamse timmerman. Op 15-jarige leeftijd trad hij in dienst bij de plateelfabriek De Distel van Jacob Lob als leerlingschilder. Hij werd binnen het bedrijf opgeleid door schilders als Cornelis de Bruin, Fred Jansen en de artistiek leider van De Distel, Bert Nienhuis. Van Norden greep de gelegenheid aan om in de avonduren te gaan studeren aan de Teekenschool voor Kunstambachten en vervolgens aan de Rijksakademie van beeldende kunsten, waar hij vriendschap sloot met de beeldhouwer Jan Bronner. Van Norden werd in zijn werkzame leven lid van meerdere kunstenaarsverenigingen zoals de Vereeniging Sint Lucas in Amsterdam, de Nederlandsche Vereeniging voor Ambachts- en Nijverheidskunst (VANK), Kunst Zij Ons Doel in Haarlem en de Goudse kunstenaarskring Burgvliet. Bij De Distel maakte van Norden carrière, in 1902 werd hij ontwerper en in 1911 volgde hij Nienhuis op als artistiek leider. Van Norden werkte regelmatig ook voor zichzelf of in opdracht van andere bedrijven. In 1922 werd De Distel overgenomen door Goedewaagen in Gouda. Van Norden kreeg bij Goedewaagen de artistieke leiding over de nieuwe sieraardewerkfabriek. Hij verhuisde met zijn gezin in 1923 naar Gouda. Goedewaagen ging onder zijn leiding tot 1929 door met het produceren van sieraardewerk onder de naam De Distel. Van Norden zou tot op hoge leeftijd aan Goedewaagen verbonden blijven. In 1961 stopte hij op 78-jarige leeftijd met zijn werkzaamheden voor dit bedrijf. Daarna zet hij zijn werk voort als beeldend kunstenaar 
Van Norden ontwierp onder meer meerdere tegeltableaus. Het tegeltableau voor de Amsterdamse bierbrouwerij "De Gekroonde Valk" bevindt zich in het Nederlands Tegelmuseum in Otterlo. In 1925 ontwierp hij een theeservies dat zijn naam kreeg "Van Norden". Ander werk van Van Norden is opgenomen in de museale collecties van Museum Gouda en van Royal Goedewaagen.
Van Norden trouwde op 24 december 1913 in Amsterdam met de joodse Bets Hakkert. Zij waren humanisten en woonden aan de A.G. de Vrijestraat in Gouda. Tijdens de Tweede Wereldoorlog heeft dochter Hilda enkele Joodse jongens ondergebracht in de ouderlijke woning. Bets van Norden-Hakkert werd in 1944 gearresteerd en via Amersfoort naar Westerbork getransporteerd. Zij wist vrij te komen en overleefde de Tweede Wereldoorlog. In 1969 namen Van Norden en zijn vrouw intrek in het Rosa Spier Huis in Laren. Van Norden bleef ook daar als beeldend kunstenaar actief. Hij exposeerde in die periode niet alleen in het Rosa Spier Huis, maar ook in Amsterdam. Uit hun huwelijk werden vier kinderen geboren. Hun zoon Wim was de latere directeur van Het Parool. Zoon Hans en diens dochter Josine werden beeldend kunstenaar, evenals dochter Hilda en haar dochter Evelyne. Kleinzoon Arthur schrijft de verhalen van Dikkie Dik bij de illustraties van Jet Boeke. Kleinzoon Maarten is musicus. Van Norden overleed in 1978 op 95-jarige leeftijd in zijn woonplaats Laren.

## Exposities
- 1937 – Mozaïekwerk op de Wereldtentoonstelling in Parijs
- 1938 – expositie in Gouda
- 1955 – expositie in het Catharina Gasthuis, het huidige Museum Gouda
- 1963 – expositie in de Agnietenkapel in Gouda
- 1966 – expositie in de Princessehof in Leeuwarden
- 1969 – afscheidsexpositie bij Burgvliet in Gouda
- 1970 – expositie in het Rosa Spier Huis in Laren
- 1971 – expositie bij Galerie Guido de Spa in Amsterdam
- 2008 – expositie van de familie van Norden in museumgoudA

- Biografisch Portaal: 91038226
- International Standard Name Identifier: 0000 0004 5308 5044
- Nederlandse Thesaurus van Auteursnamen: 176984887
- RKD-Nederlands Instituut voor Kunstgeschiedenis: 59942
- Virtual International Authority File: 290496695